# Kedai Ledang
Kedai Ledang is een bestuurslaag in het regentschap Asahan van de provincie Noord-Sumatra, Indonesië. Kedai Ledang telt 3966 inwoners (volkstelling 2010).